# The Blue Yusef Lateef
The Blue Yusef Lateef è un album di Yusef Lateef, pubblicato dalla Atlantic Records nel giugno del 1968.

## Il disco
I brani del disco sono stati registrati agli RCA Studios di New York nell'aprile 1968.

## Tracce
Brani composti da Yusef Lateef, tranne dove indicato
Lato A
1. Juba Juba – 4:20 – Registrato il 23 aprile 1968
2. Like It Is – 7:32 – Registrato il 23 aprile 1968
3. Othelia – 4:31 – Registrato il 23 aprile 1968
4. Moon Cup – 3:16 – Registrato il 24 aprile 1968

Lato B
1. Back Home – 4:59 – Registrato il 24 aprile 1968
2. Get Over, Get Off and Get On – 3:41 (Hugh Lawson) – Registrato il 24 aprile 1968
3. Six Miles Next Door – 4:41 – Registrato il 24 aprile 1968
4. Sun Dog – 3:05 – Registrato il 24 aprile 1968

## Musicisti
A1, A2 e A3
- Yusef Lateef - sassofono tenore, flauto, flauto pneumatico, shannie, koto, tambura, scratches
- Blue Mitchell - tromba
- Sonny Red - sassofono alto
- Buddy Lucas - armonica
- Selwart Clarke - violino
- James Tryon - violino (solo nel brano: Like It Is)
- Alfred Brown - viola (solo nel brano: Like It Is)
- Kermit Moore - violoncello (solo nel brano: Like It Is)
- Hugh Lawson - pianoforte
- Kenny Burrell - chitarra
- Cecil McBee - contrabbasso
- Bob Cranshaw - basso elettrico
- Roy Brooks - batteria
- The Sweet Inspirations - gruppo vocale (solo nel brano: Juba Juba)
- William Fisher - conduttore quartetto strumenti ad arco (brano: Like It Is)
- Yusef Lateef - arrangiamenti strumenti ad arco (brano: Like It Is)

A4, B1, B2, B3 e B4
- Yusef Lateef - sassofono tenore, flauto, flauto pneumatico, shannie, koto, tambura, scratches
- Yusef Lateef - voce (brano: Moon Cup)
- Blue Mitchell - tromba
- Sonny Red - sassofono alto
- Buddy Lucas - armonica
- Hugh Lawson - pianoforte
- Kenny Burrell - chitarra
- Cecil McBee - contrabbasso
- Bob Cranshaw - basso elettrico
- Roy Brooks - batteria
- The Sweet Inspirations - gruppo vocale (solo nel brano: Back Home)[3]